# Феррарезе, Адриана
Адриана Феррарезе дель Бене (итал. Adriana Ferrarese Del Bene; около 1755, Феррара — не ранее 1804, Венеция, Венецианская провинция) — итальянская оперная певица, сопрано. Одна из первых исполнительниц партии Сюзанны в «Свадьбе Фигаро» Моцарта и первая исполнительница партии Фьордилиджи в его же опере «Так поступают все».

## Биография
Певица была известна под разными именами. В издании «Краткого оксфордского словаря оперы», выпущенном в 1979 году, упоминается, что её имя после рождения было Адриана Габриэли, а позже она стала известна как « Ла Феррарезе» (предположительно от названия города, где она родилась). Тем не менее, «Музыкальный словарь Гроува» отмечает, что её идентификация с Франческой Габриелли, «detta la Ferrarese» («называемой Феррарезе»), которую Чарльз Берни слышал в Венеции в 1770 году, не основана на убедительных доказательствах. Что известно доподлинно, так это то, что она вышла замуж за Луиджи дель Бене в 1782 году и впоследствии выступала под именем Адрианы Феррарезе (или Феррарези) дель Бене.
Адриана Феррарезе дель Бене училась в Венеции и выступала в Лондоне до приезда в Вену, где она заработала репутацию, исполняя серьёзные роли в опере-буффа . Издание Rapport von Wien сообщает: «В дополнение к невероятно высокому регистру она владеет поразительно низким регистром, и ценители музыки утверждают, что на их памяти ни один подобный голос не звучал в стенах Вены».
Адриана пела в «Древе Дианы» Висенте Мартина (1788) и сыграла роль Доринды в мировой премьере «Верного пастуха» Антонио Сальери 11 февраля 1789 года, а затем роль Евриллы в мировой премьере оперы Сальери «Цифра» 11 декабря 1789 года (все оперы на либретто Лоренцо да Понте). Да Понте сообщает в своих мемуарах, что певица была его любовницей, а затем бросила его.
Вошла в историю как первая исполнительница партии Фьордилиджи в опере Моцарта «Так поступают все», премьера которой состоялась в венском Бургтеатре 26 января 1790 года. Музыкальный критик Уильям Манн сообщает, что Моцарт невзлюбил дель Бене, вероятно, за её высокомерие, и это стало причиной написания арии Фьордилиджи «Come scoglio» («Словно камни»). Моцарт знал, что у дель Бене есть привычка задирать голову на высоких нотах и опускать на низких, и он отвёл дель Бене партию, в которой несколько высоких и низких нот располагаются рядом друг с другом в чередующейся последовательности. На премьере дель Бене постоянно кивала головой, как курица, клюющая зерно.